# فرودگاه لی گالزی
فرودگاه لی گالزی (به انگلیسی: Li Calzi Airport) یک فرودگاه همگانی بهره‌برداری هوایی است که یک باند فرود چمن دارد و طول باند آن ۸۴۵ متر است. این فرودگاه در کشور ایالات متحده آمریکا قرار دارد و در ارتفاع ۱۳ متری از سطح دریا واقع شده‌است.